# Daniel Quaiser
Daniel Quaiser (* 7. Juni 1975 in Adliswil) ist ein Schweizer Designer, Musiker und Sänger (Bariton).

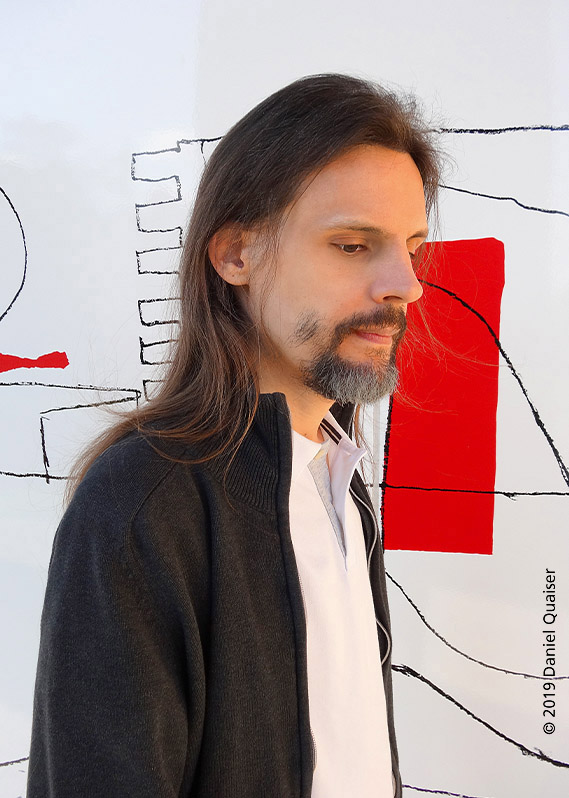
Daniel Quaiser (Zürich, 2019)

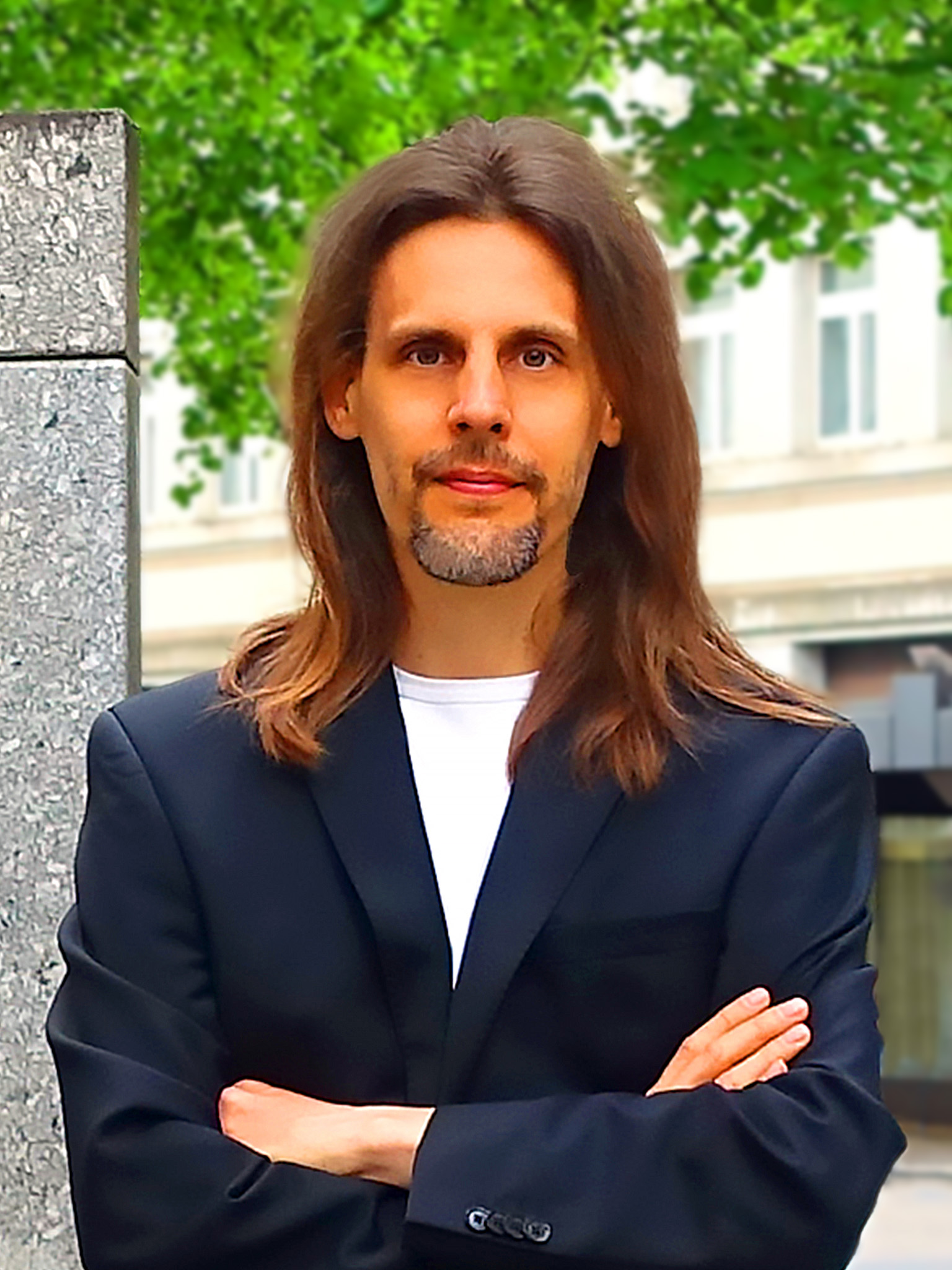
Daniel Quaiser (Zürich, 2018)

## Biografie

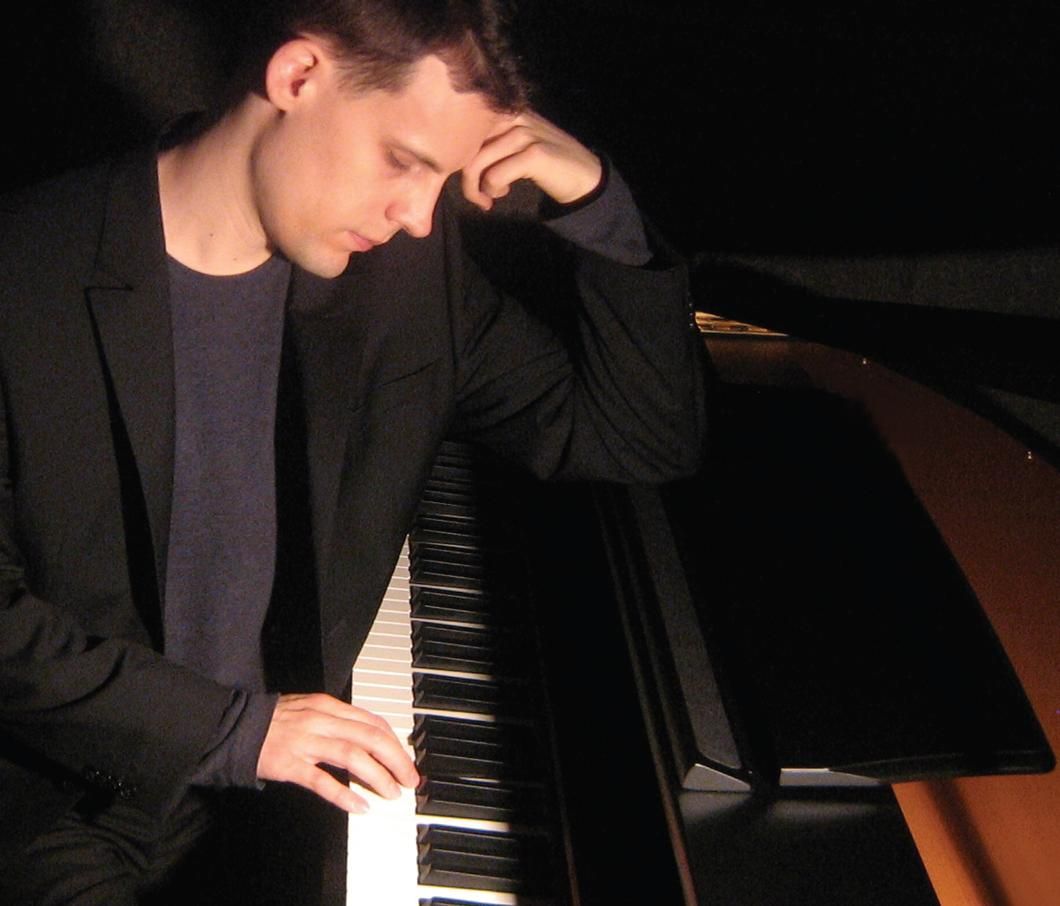
Daniel Quaiser (Adliswil 2008)

Quaiser erhielt seinen ersten Gesangs-, Oboen- und Klavierunterricht an der Kantonsschule Wiedikon in Zürich. Nach der Matura studierte er 1999 an der Zürcher Hochschule der Künste bei Lena Hauser (Gesang), Martina Bovet (Fachdidaktik), Hans Adolfsen (Korrepetition) und Daniel Fueter (Liedgestaltung). 2005 erwarb er das Lehrdiplom für Sologesang und schloss seine Musikpädagogische Diplomprüfung mit Auszeichnung ab. Dafür erhielt er den 1. Preis der Werner und Berti Alter-Stiftung. Zudem bekam er einen Lehrauftrag am Konservatorium Zürich.
In der Konzertklasse von Scot Weir (Gesang), Paul Suits (Korrepetition) und Martin Zeller (Kammermusik) setzte Quaiser sein Studium fort. 2007 erlangte er das Konzertdiplom. Ferner besuchte er Meisterkurse bei Margreet Honig, Wolfgang Holzmair, Oliver Widmer und Jan Schultsz. Sein Repertoire umfasst Lieder, Liederzyklen, Oratorien- und Opernarien aus allen Epochen sowie populäre Songs, Volkslieder und Eigenkompositionen.
Quaiser trat an Konzerten, Kammermusikrezitalen und Liederabenden sowohl solistisch als auch mit dem Vokalensemble und dem Kammerchor der Zürcher Hochschule der Künste unter der Leitung von Anna Jelmorini, Pascal Mayer, Stephen Smith, Karl Scheuber und Beat Schäfer auf. Des Weiteren gab er Konzerte mit der eigenen Vokalband Take Heart, mit der er Auftritte am Schweizer Radio DRS und Schweizer Fernsehen hatte. Es folgten Konzerte und CD-Aufnahmen mit eigenen Liedern. 2008 14 Lieder von der Liebe: Theater Stok, Zürich; Villa Boveri, Baden. 2009/2010 Menschenkinder: Kulturhaus Helferei, Zürich; Praxiskeller, Rothrist; Reformierte Kirche, Adliswil; Zunfthaus zur Waag, Zürich. 
Von 2007 bis 2018 war Quaiser neben seiner musikalischen Tätigkeit als Creative Director bei der Schweizer Werbeagentur KGT Quaiser tätig. 2018 gründete Quaiser eine eigene Agentur für Design und Musik. 

## Diskografie
- 14 Lieder von der Liebe, iMusician Digital, 2008
- Menschenkinder, iMusician Digital, 2009
- Sonne und Wind, iMusician Digital, Release unbekannt

## Fussnote
1. ↑  Preis für den besten Musikpädagogischen Abschluss an der Zürcher Hochschule der Künste. Werner und Berti Alter-Stiftung